# Legge del 15 aprile 1909 (Francia)
La legge del 15 aprile 1909 sulla creazione di classi di perfezionamento annesse alle scuole elementari pubbliche e di scuole di perfezionamento indipendenti per bambini ritardati è considerata il testo fondante dell'educazione speciale in Francia, rivolto a studenti con difficoltà scolastiche o diversamente abili.
La norma prevedeva una commissione che doveva valutare l'ammissione delle persona con disabilità nelle scuole elementari statali, in una classe annessa o in una scuola speciale; un certificato di idoneità specifico per gli insegnanti a favore delle persone con disabilità, oltre a quello di attitudine pedagogica; la creazione di corsi incentrati su attività artistiche e collegati alla vita pratica per tale categoria di persone. 

## Contesto
Nel 1909 furono istituite classi e scuole autonome di perfezionamento per curare l'istruzione dei "bambini ritardati di entrambi i sessi, sebbene non fossero miste. Costituivano la prima forma di istruzione speciale all'interno del Ministero dell'istruzione pubblica, e si rivolgevano a bambini di età compresa tra i 6 e i 13 anni, all'interno della scuola comunale, nelle classi annesse o in una scuola indipendente.
Il programma di studio di queste classi era essenzialmente incentrato su attività artistiche (canto, piegatura, disegno), attività all'aperto (passeggiate, giardinaggio, giochi di corsa e di abilità) e un po' di istruzione (lettura, scrittura, pronuncia, geografia e aritmetica); secondo la legge, "tutte le lezioni dovevano essere collegate alla vita pratica". Le attività non dovevano superare la mezz'ora.
Poiché i bambini erano considerati anormali e debilitati, lo scopo di queste classi non era solo quello di fornire loro un minimo di istruzione, ma soprattutto di "evitare che diventassero un peso per la società". L'insegnamento nelle zone rurali era quindi prevalentemente agricolo, mentre nelle aree urbane si dovevano creare laboratori per soddisfare le esigenze locali (falegnameria, ferramenta, sartoria, calzoleria, ricamo).
La legge del 15 aprile 1909 prevedeva anche l'introduzione di un "diploma speciale creato per l'insegnamento ai bambini ritardati" (diplôme spécial créé pour l’enseignement des arriérés). Gli insegnanti responsabili delle classi possedevano quindi, oltre al certificato di attitudine pedagogica (certificat d'aptitude pédagogique), un certificato specifico di insegnamento ai bambini con ritardi mentali (certificat d'aptitude à l'enseignement des enfants arriérés, CAEA). Questo diploma era l'antenato diretto dell'attuale CAPPEI (certificat d'aptitude professionnelle aux pratiques de l'éducation inclusive et formation professionnelle spécialisée).
Infine, la norma istituì una commissione medico-pedagogica per decidere se i bambini dovessero essere ammessi e lasciati permanere nelle scuole elementari statali ovvero se dovessero essere ammessi in una classe annessa o a una scuola indipendente. Queste commissioni sono state le antesignane delle Commissioni dipartimentali per l'educazione speciale (CDES), la futura Commissione per i diritti e l'autonomia delle persone disabili (commission des droits et de l'autonomie des personnes handicapées, CDAPH), all'interno dei Centri dipartimentali per le persone con disabilità (Maison départementale des personnes handicapées, MDPH).

## Lavori preparatori
I bambini in questione erano stati precedentemente esclusi dalla scuola. La necessità di un sistema scolastico per questi bambini era stata avanzata dagli alienisti, in particolare dal medico psichiatra Désiré-Magloire Bourneville, che nel 1891 riuscì a convincere l'ispettore delle scuole elementari del V e VI arrondissement di Parigi, e poi il mondo medico e politico. Nel 1903 e nel 1904, su richiesta del Ministro dell'istruzione pubblica, furono condotte indagini sia in Francia che all'estero. Nel 1904, una commissione ministeriale, la Commissione Bourgeois, studiò l'applicazione dell'istruzione obbligatoria ai bambini anormali. Nel 1907, il Ministro dell'istruzione pubblica presentò un disegno di legge e fu aperta una classe sperimentale a Parigi. L'anno successivo, una quindicina di classi sperimentali erano in funzione a Parigi, Levallois-Perret, Lione, Bordeaux e Tours. Nell'aprile 1909 fu approvata la legge.

## Contenuto della legge nel 1909
Questo testo, che non era in alcun modo vincolante, prevedeva che i comuni potessero aprire una classe di perfezionamento, all'interno del sistema educativo pubblico, per accogliere i bambini ritenuti "arretrati" (termine utilizzato all'epoca, nel 1909, nel testo della legge, senza una definizione precisa) e soggetti all'obbligo scolastico (dai 6 ai 13 anni). La legge specificava inoltre che i dipartimenti potevano istituire una scuola autonoma di perfezionamento (école autonome de perfectionnement) indipendente per accogliere i bambini considerati "arretrati" tra i 13 e i 16 anni. Queste scuole avrebbero dovuto fornire un'istruzione pre-professionale. Secondo la legge, questi bambini dovevano essere inviati a una classe di perfezionamento dopo l'esame di una commissione medico-pedagogica presieduta da un ispettore e comprendente un medico e un insegnante.

## Perennità del disposto legislativo
Le ultime classi di perfezionamento, create nel 1909, furono chiuse a metà degli anni Duemila, in seguito a una circolare che prevedeva la loro sostituzione con classi di integrazione scolastica (classes d’intégration scolaire, CLIS) nate nel 1991, a loro volta sostituite qualche anno dopo da classi di inclusione scolastica. Uno dei cambiamenti consisteva nell'integrare i bambini interessati nelle classi ordinarie, ove possibile, e con un sostegno e accompagnamento ad hoc, enon più nelle classi speciali.